# The Sultan's Wife

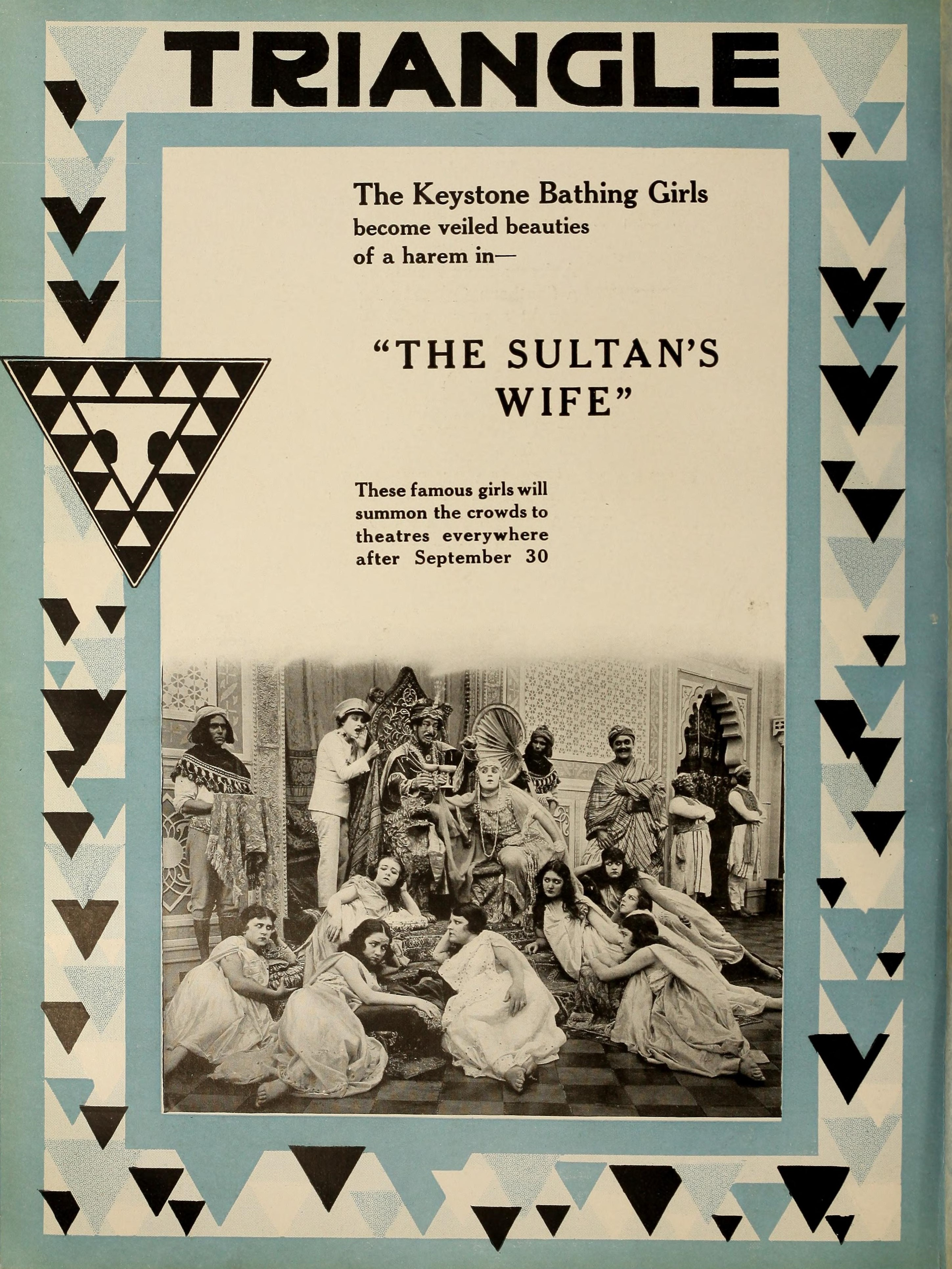
Annonce pour le film dans Motion Picture News.

The Sultan's Wife est un film américain réalisé par Clarence G. Badger et produit par Mack Sennett pour les studios Keystone, sorti en 1917.

## Synopsis
Gloria suit son petit ami marin Bobby en Inde. Elle est kidnappée par le sultan, qui la veut pour son harem. Bobby doit alors venir à son secours.

## Censure
Comme beaucoup de films américains de l'époque, The Sultan's Wife a fait l'objet de coupes de la part des commissions de censure cinématographique. Le Chicago Board of Censors a exigé une suppression des scènes montrant un homme sur un banc remuant son postérieur après avoir vu des danseurs en arrière-plan, du sultan tombant à la renverse après la danse et écartant les bras et les jambes, et de l'homme et de la femme se cognant l'un contre l'autre.

## Fiche technique
- Autre titre : Caught in Harem[2]

- Réalisation : Clarence G. Badger
- Producteur : Mack Sennett
- Production : Keystone
- Distributeur : Triangle Film Corporation
- Durée : 18 minutes (2 bobines)[3]
- Date de sortie :
  - États-Unis : 30 septembre 1917

## Distribution
- Gloria Swanson : Gloria
- Bobby Vernon : Bobby
- Joseph Callahan
- Teddy the Dog : le chien
- Gonda Durand
- Phyllis Haver
- Roxana McGowan
- Vera Steadman
- Edith Valk

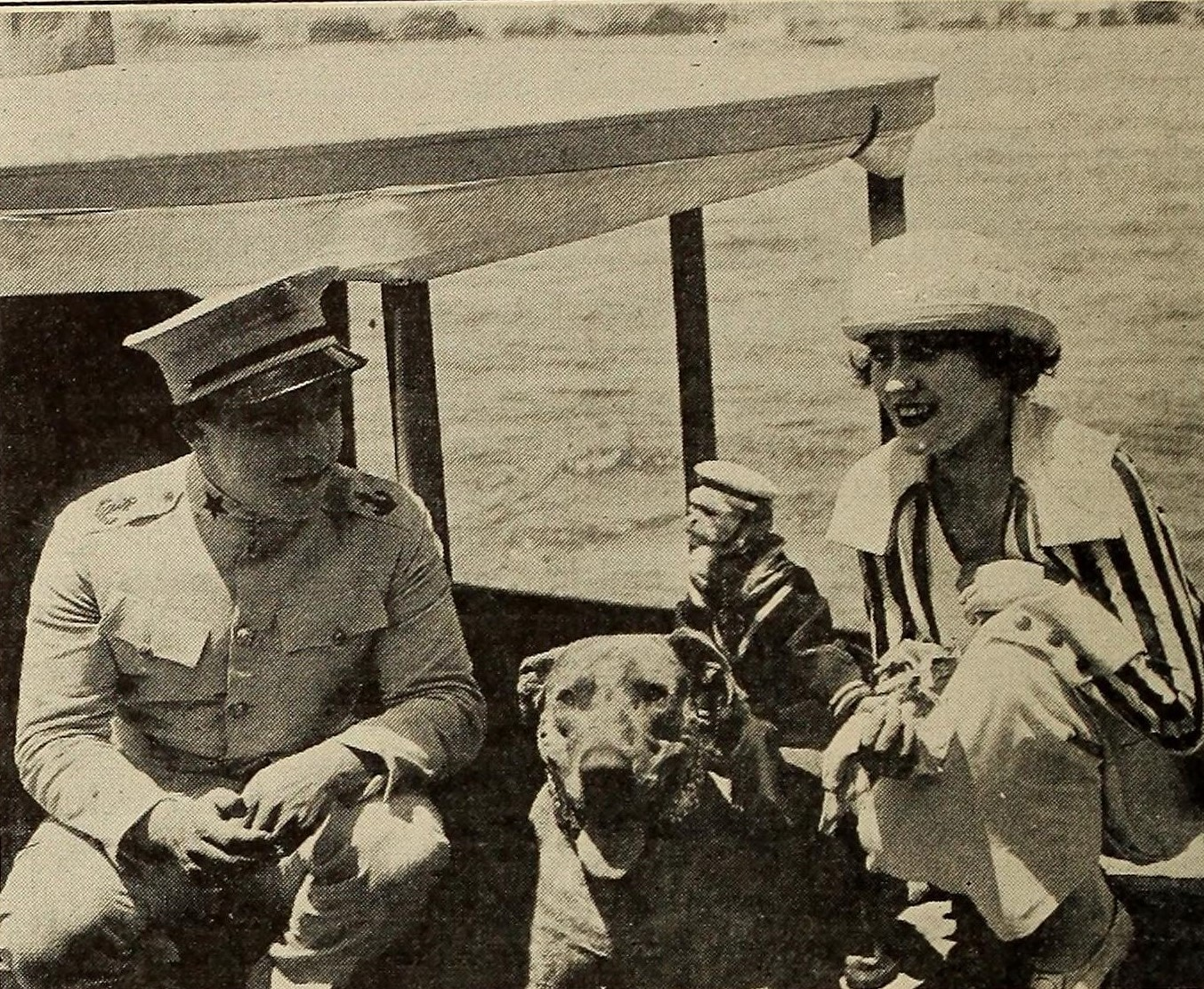
Bobby Vernon, Teddy le chien et Gloria Swanson.

- Blanche Payson as Harem Matron (non créditée)